# GusGus
GusGus — исландская группа из Рейкьявика, сформированная в 1995 году. В её состав входят Даниэль Аугуст Харальдсон и Биргир Тораринссон.

## История создания

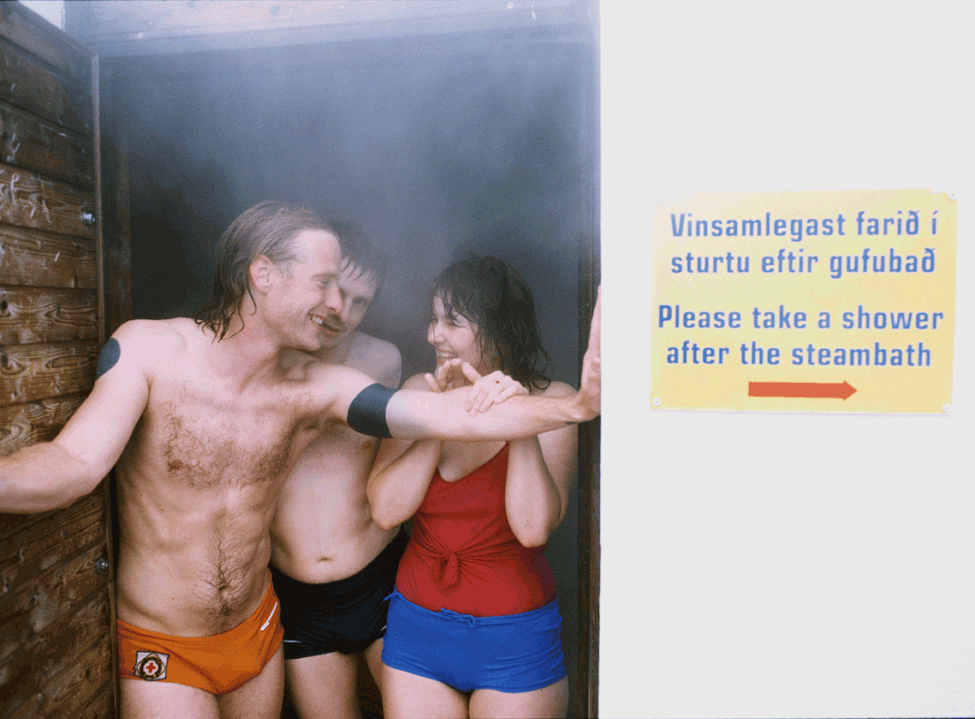
Промежуточный состав GusGus: справа Earth (Урдюр Хауконардоттир), слева President Bongo (Стефан Стефенсен), сзади Biggi Veira (Бигги Тораринссон).

Группа создана в 1995 году режиссёрами-клипмейкерами Сигюрдюром Кьяртанссоном и Стефауном Аурни Торгейрссоном. В состав группы помимо них вошли вокалисты Магнус Йоунсон, Даниэль Аугуст и Хабдис Хюльд Трастардоттир, а также менеджер коллектива Бальдюр Стефаунссон. Несколько позже присоединились известные в Рейкьявике диджеи Херб Леговитц и Бигги Тораринссон. Название группы связано с фильмом Райнера Вернера Фассбиндера «Страх съедает душу» — в фильме женщина готовит любовнику кус-кус, в её произношении это звучит как gus gus.
На 2011 год группа продала более 700 000 копий альбомов по всему миру.

## GusGus —Forever(1995—2007)
В записи одноименного альбома участвовало 12 человек. Однако в 1996 году группу покинули Эмилиана Торрини и Палл Гардарссон. Через два года после создания группы был записан альбом «Polydistortion», получивший хорошие отзывы критиков. Электронно-танцевальное звучание музыки сочетало элементы техно, фанка, хип-хопа, хауса. Помимо сольных выступлений, Gus Gus выступали в концертных турах с такими британскими коллективами как Cornershop и Lamb.
После третьего альбома группы, This Is Normal, её основатели — клипмейкеры (Kjartansson и Árni Þorgeirsson) покинули коллектив и сформировали успешный продюсерский центр Celebrator, в настоящее время известный как Arni & Kinski. Некоторые другие члены — Хабдис Хюльд, Магнус Йоунсон занялись сольной карьерой, наибольшего успеха добилась Эмилиана Торрини, композиция которой вошла в саундтрек фильма «Властелин колец: Две крепости».
В группе остались лишь Стефан Стефенсен и Бигги Тораринссон. Группа была на грани развала и чтобы не допустить этого, был выпущен альбом «Gus Gus vs. T-World»,
Мы записали пластинку «Gus Gus vs. T-World», сотканную из работ, написанных в 1993 и 1994 годах.
В это же время в группу пришла Урдюр Хауконардоттир (псевдоним Earth).
В сентябре 2002 года GusGus выпустили новый альбом, названный Attention.

## 24/7(2009)
В 2009 году в группу вернулся Даниэль Аугуст.
Альбом был выпущен 14 сентября 2009 года немецким лейблом Kompakt, который отложил запись с первоначально объявленной даты выхода 6 июля 2009 года. Первый сингл, «Add This Song», был выпущен 22 июня 2009 года, вместе с ремиксами от Lopazz & Zarook, Gluteus Maximus, Patrick Chardronnet и Klovn.

## Arabian Horse(2011)
Для записи этого диска мы отправились на Фарерские острова, ещё более изолированное место, чем Исландия. Люди редко путешествуют туда, даже исландцы: билет стоит дороже, чем в Англию. Несколько дней мы наслаждались новыми знакомствами и природой. Это стало отличным опытом для «Arabian Horse».
На момент записи Arabian Horse в группу пришёл новый участник — Хёгни Эгильссон, а также вернулась Урдюр Хауконардоттир. Запись альбома шла с 2009 по 2011 год. Альбом получил преимущественно положительные отзывы.

## Mexico(2014)

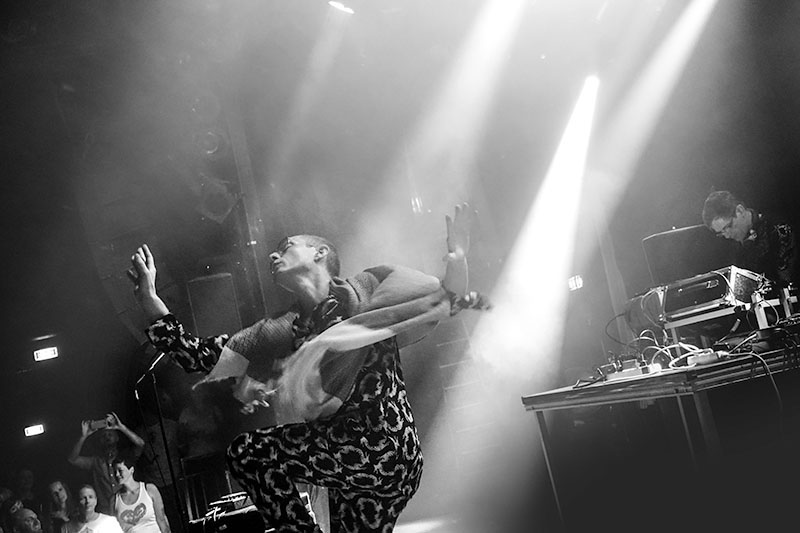
Даниэль Аугуст и Биргир Тораринссон выступают в Орхусе, Дания, 2016

В 2014 году вышел Mexico. Альбом был вдохновлён выступлением в Мексике в 1999 году. Mexico включал в себя 9 треков. Альбом отличался от Arabian Horse характером музыкальной составляющей: более энергичной и красочной (что является очередной отсылкой к Мексике).

## Lies Are More Flexible(2018)
За время существования группы последовало несколько изменений состава. В настоящее время коллектив состоит лишь из двух участников — Дэниэля Агуста и Биргира Тораринссона. Однако в некоторых песнях с альбома присутствует бэк-вокал Хёгни Эгильссона (Don’t Know How To Love) и Урдюр Хауконардоттир (Towards A Storm).

## Дискография

### Студийные альбомы
- Gus Gus (1995)
- Polydistortion (1997)
- This Is Normal (1999)
- Gus Gus vs. T-World (2000)
- Attention (2002)
- Forever (2007)
- 24/7 (2009)
- Arabian Horse (2011)
- Mexico (2014)
- Lies Are More Flexible (2018)
- Mobile Home (2021)
- DanceOrama (2023)

## Концертные альбомы
- Mixed Live at Sirkus, Reykjavik (2003)

## Сборники
- 15 ára (2010)

### Синглы
- «Polyesterday» (1996)
- «Believe» (1997)
- «Standard Stuff For Drama» (1997)
- «Ladyshave» (1999)
- «Starlovers» (1999)
- «V.I.P.» (1999)
- «Dance You Down» (2002)
- «Desire» (2002)
- «David» (2003)
- «Call Of The Wild» (2003)
- «Lust / Porn» (2005)
- «Need In Me» (2005)
- «Forever Sampler» (2006)
- «Moss» (2007)
- «Hold You» (2007)
- «Add This Song» (2009)
- «Thin Ice» (2009)
- «Over» (2011)
- «Within You» (2011)
- «Deep Inside» (2011)
- «Obnoxiously Sexual» (2014)
- «Airwaves» (2014)
- «Mexico» (2014)
- «Crossfade» (2014)
- «Featherlight» (2017)
- «Don't Know How to Love» (2018)
- «Fireworks» (2019)
- «Out of Place» (2020)
- «Higher» (2020)
- «Our World» (2021)
- «Stay the Ride» (2021)
- «Love Is Alone» (2021)